# Молоко матери
«Молоко матери» (латыш. Mātes piens) — латвийский драматический фильм 2023 года, снятый режиссёром Инарой Колмане по мотивам одноимённого романа Норы Икстены.

## Сюжет
Судьба матери и дочери на фоне  советской Латвии в период с 1945 по 1989 год, когда Советский Союз начинает трещать по швам.
Молодой перспективный врач Астра в конфликте с тоталитарным советским режимом теряет всё — карьеру, любовь к жизни и даже родительский инстинкт, отказывая своему ребёнку в материнском молоке. В то же время повзрослев, дочь становится для неё единственной поддержкой и старается помочь матери в её депрессии, при этом сама учится выживать в трудные времена.

## В ролях
- Майя Довейка[латыш.] — Астра
  - Элина Васка[латыш.] — Астра в молодости
  - Мадара Маза   — Астра в детстве
- Рута Кронберга — Нора
- Индра Брике — мать Астры
- Янис Знотиньш — отец Астры
- Екатерина Фролова — Серафима
- Гунтис Берелис — хиппи в кафе

## Восприятие
Фильм получил четыре номинации на премию Lielais Kristaps (лучший фильм, лучшая режиссура, лучшая женская роль, лучшая женская роль второго плана), но уступил во всех категориях.
Дмитрий Ранцев в своей рецензии высоко оценивает актёрское мастерство Майи Довейки и Руты Кронберги, а также отмечает: «Если говорить об итогах картины, отвечать на главный вопрос — „о чём кино?“, надо начинать с оговорок. Действительно, „Молоко матери“ — фильм не о гнёте оккупации, не об изживании коллективной травмы, не об извечных поколенческих противоречиях. Даже не столько о стремлении к свободе или о готовности обрести независимость. В первую очередь это лента о любви. А любовь — категория широкая».
По мнению культурного центра Scandinavia House, «снятый с глубоким пониманием предмета, фильм представляет собой демонстрацию силы женского повествования, чутко фиксирующего бурную жизнь своих персонажей, когда они борются с личными демонами, противостоя авторитарному режиму».